# Silvesterlauf Trier
Der Silvesterlauf Trier (offizielle Bezeichnung Bitburger-0,0%-Silvesterlauf nach dem Hauptsponsor, der Bitburger Brauerei) ist eine seit 1990 jährlich Silvester stattfindende Laufveranstaltung in der Innenstadt von Trier.
Das Event ist in diverse Volksläufe für Frauen, Männer, Jugendliche und Kinder sowie zwei Straßenläufe, den „Bitburger-0,0%-Lauf der Asse“ über 8 km (Männer) und den „Sparkasse-Trier-Elitelauf der Frauen“ über 5 km, unterteilt. Gelaufen wird auf einem 1 km langen Rundkurs. Nationale und internationale Spitzenathleten auf der einen und eine südländische Atmosphäre aus Sambarhythmen gepaart mit Konfettiregen, Trillerpfeifen und Wunderkerzen auf der anderen Seite verschaffen der Veranstaltung in Anlehnung an den brasilianischen Corrida Internacional de São Silvestre den Beinamen „das São Paulo Deutschlands“.

## Geschichte
Im Sommer 1989 hatten die beiden befreundeten Langstreckenläufer Christoph Güntzer und Berthold Mertes die Idee, in der Trierer Innenstadt einen Silvesterlauf zu veranstalten. Ein nur 1 km langer Rundkurs mit Start und Ziel auf dem Trierer Hauptmarkt bietet den Zuschauern die Möglichkeit, die Läufer auf ihren Runden mehrfach hautnah zu erleben. In den verschiedenen Läufen wird die komplette Bandbreite vom Breiten- bis zum Spitzensport abgedeckt. Schon bei der von der Laufgruppe des Vereins Eintracht Trier veranstalteten Premiere am 31. Dezember 1990 wurde das Konzept von Sportlern und Zuschauern gleichermaßen angenommen: Trotz Regen gingen 648 Läufer an den Start, für den Lauf der Asse konnte mit Werner Schildhauer ein deutscher Spitzenläufer gewonnen werden, und mehrere Tausend Zuschauer säumten die Strecke.
Nachdem die Laufgruppe mit dem TV Germania Trier einen neuen Verein gefunden hatte, wurde im darauffolgenden Jahr auch für die Frauen ein Preisgeld ausgelobt. Ein Klassefeld bei den Frauen mit der späteren Marathonweltrekordlerin Tegla Loroupe an der Spitze war der verdiente Lohn. 1992 konnte mit dem bekannten Fernsehmoderator Wolf-Dieter Poschmann ein weiteres Zugpferd für die Veranstaltung gewonnen werden. Ein Jahr später gelang dem kenianischen Hindernisläufer Gideon Chirchir die erste Titelverteidigung beim Trierer Silvesterlauf. 1995 stieg mit der Bitburger Brauerei ein namhafter Sponsor ein und half, mit den zugesicherten Geldern für die Folgejahre weiterhin sportliche Highlights zu gewährleisten.
Nach der erfolgreichen Entwicklung der Laufveranstaltung wurde im Jahre 2002 der Verein Silvesterlauf Trier e. V. gegründet, um auch die Organisation für die folgenden Jahre auf eine solide Basis zu stellen.

Logo des Vereins
Silvesterlauf Trier e.V.

Ein Glanzlicht in der Veranstaltungsgeschichte ist der Sieg des Weltstars Haile Gebrselassie: 2009 – bei der 20. Auflage des „deutschen Sao Paulo“ – verpasste der Äthiopier den 1997 vom Kenianer Isaac Karibik aufgestellten 8-km-Streckenrekord (22:21 Minuten) nur um zwei Sekunden. Beim 30. Lauf im Jahr 2019 wurde mit 3161 Meldungen und 2600 Zielankünften die bisherige Teilnehmer-Rekordmarke erreicht.
2022 stellte der Belgier Isaac Kimeli bei seinem dritten Sieg mit 22:18 Minuten einen neuen Streckenrekord ein.

## Statistik

### Streckenrekorde
- Männer (8 km): 22:18 min, Isaac Kimeli (BEL), 2022
- Frauen (5 km): 15:15 min, Lornah Kiplagat (KEN), 2000

### Siegerliste
Quelle: Website des Veranstalters
| Jahr | Männer                    | Nation      | Zeit  | Frauen                      | Nation      | Zeit  |
| ---- | ------------------------- | ----------- | ----- | --------------------------- | ----------- | ----- |
| 2024 | Mike Foppen               | Niederlande | 13:42 | Emeline Imanizabayo         | Ruanda      | 15:23 |
| 2023 | Isaac Kimeli -4-          | Belgien     | 22:29 | Lisa Rooms                  | Belgien     | 15:29 |
| 2022 | Isaac Kimeli -3-          | Belgien     | 22:18 | Deborah Schöneborn          | Deutschland | 15:56 |
| 2019 | Isaac Kimeli -2-          | Belgien     | 22:44 | Katharina Steinruck         | Deutschland | 16:10 |
| 2018 | Isaac Kimeli              | Belgien     | 23:01 | Elena Burkard               | Deutschland | 15:59 |
| 2017 | Zouhair Talbi             | Marokko     | 23:09 | Konstanze Klosterhalfen -2- | Deutschland | 15:32 |
| 2016 | Getaneh Tamire            | Äthiopien   | 22:50 | Konstanze Klosterhalfen     | Deutschland | 16:05 |
| 2015 | Haymanot Alew             | Äthiopien   | 22:59 | Meskerem Amare              | Äthiopien   | 15:35 |
| 2014 | Moses Ndiema Kipsiro -5-  | Uganda      | 23:04 | Nazret Weldu                | Eritrea     | 16:01 |
| 2013 | Homiyu Tesfaye            | Deutschland | 22:39 | Corinna Harrer -2-          | Deutschland | 15:53 |
| 2012 | Moses Ndiema Kipsiro -4-  | Uganda      | 22:42 | Corinna Harrer              | Deutschland | 16:06 |
| 2011 | Mosinet Girmet            | Äthiopien   | 22:36 | Belete Almensh              | Äthiopien   | 15:55 |
| 2010 | Micah Kipkemboi Kogo -2-  | Kenia       | 22:57 | Sabrina Mockenhaupt -3-     | Deutschland | 16:25 |
| 2009 | Haile Gebrselassie        | Äthiopien   | 22:23 | Jelena Sadoroschnaja        | Russland    | 15:49 |
| 2008 | Micah Kipkemboi Kogo      | Kenia       | 23:08 | Mimi Belete                 | Äthiopien   | 16:07 |
| 2007 | Moses Ndiema Kipsiro -3-  | Uganda      | 22:30 | Sabrina Mockenhaupt -2-     | Deutschland | 16:01 |
| 2006 | Moses Ndiema Kipsiro -2-  | Uganda      | 22:27 | Beylanesh Fekadu            | Äthiopien   | 15:42 |
| 2005 | Moses Ndiema Kipsiro      | Uganda      | 22:52 | Sabrina Mockenhaupt         | Deutschland | 16:07 |
| 2004 | Mushir Salem Jawher       | Bahrain     | 22:43 | Teyba Erkesso               | Äthiopien   | 15:44 |
| 2003 | Daniel Gachara -4-        | Kenia       | 23:11 | Susan Kirui                 | Kenia       | 15:47 |
| 2002 | Wilson Kipkosgei Chemweno | Kenia       | 23:00 | Edith Masai                 | Kenia       | 15:29 |
| 2001 | Daniel Gachara -3-        | Kenia       | 22:58 | Leah Malot -3-              | Kenia       | 16:38 |
| 2000 | Enock Keter               | Kenia       | 22:47 | Lornah Kiplagat             | Kenia       | 15:15 |
| 1999 | Daniel Gachara -2-        | Kenia       | 22:48 | Leah Malot -2-              | Kenia       | 15:57 |
| 1998 | Daniel Gachara            | Kenia       | 22:35 | Irina Mikitenko             | Deutschland | 15:48 |
| 1997 | Isaac Kariuki             | Kenia       | 22:21 | Leah Malot                  | Kenia       | 15:46 |
| 1996 | Thorsten Naumann          | Deutschland | 23:18 | Luminita Zaituc -2-         | Deutschland | 16:30 |
| 1995 | James Kariuki             | Kenia       | 23:06 | Andrea Fleischer            | Deutschland | 16:18 |
| 1994 | Laban Chege               | Kenia       | 22:45 | Luminita Zaituc             | Rumänien    | 16:35 |
| 1993 | Gideon Chirchir -2-       | Kenia       | 22:57 | Margaret Kagiri             | Kenia       | 16:06 |
| 1992 | Gideon Chirchir           | Kenia       | 22:53 | Alla Dudajewa               | Belarus     | 16:14 |
| 1991 | Joseph Keino              | Kenia       | 22:26 | Hellen Kimaiyo Kipkoskei    | Kenia       | 12:24 |
| 1990 | Olaf Dorow                | Deutschland | 23:43 | Heike Tögel                 | Deutschland | 14:06 |

1. ↑  Im Jahr 2024 wurde die Strecke des Bitburger-0,0%-Lauf der Asse auf 5km gekürzt